# 巴尼地平
巴尼地平（英語：barnidipine），又称美洛地平（英語：mepirodipine），是一种钙离子通道阻滞剂，属于1,4-二氢吡啶（DHP）类钙离子通道阻滞剂，可以用于高血压和心绞痛的治疗。它可由(4R)-1,4-二氢-2,6-二甲基-4-(3-硝基苯基)-3,5-吡啶二甲酸-3-甲酯和(3S)-N-苯甲基-3-吡咯烷醇为原料反应得到。